# Let L-200 Morava

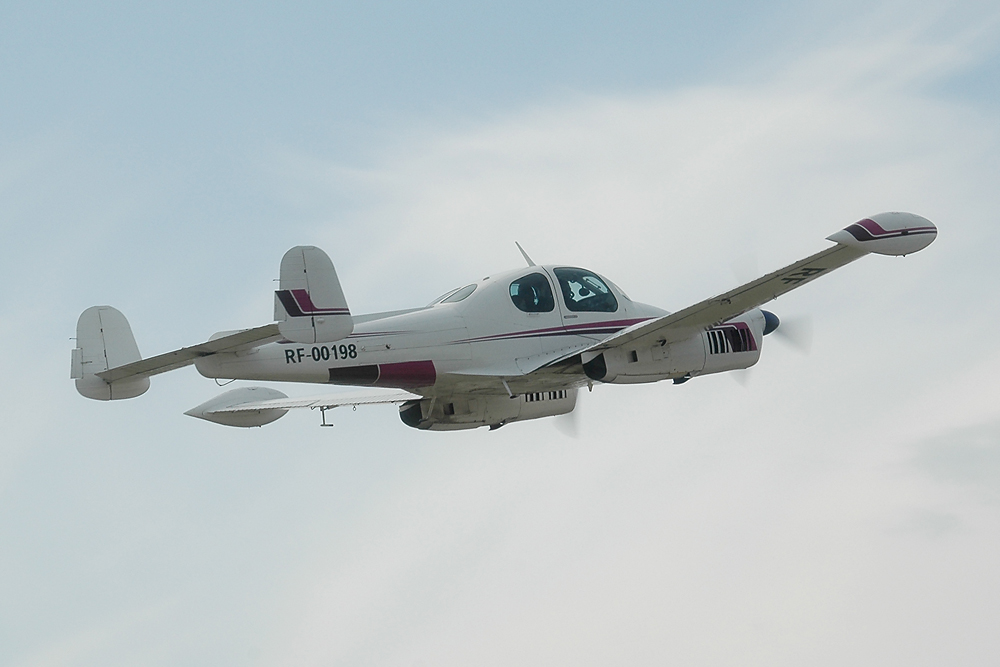
Een Let L-200D Morava

De Let L-200 Morava (ook weleens gespeld als LET L-200 Morava; Morava is de Tsjechische naam voor Moravië, een Tsjechisch landsdeel) is een Tsjechoslowaaks tour-, verbindings- en klein passagiersvliegtuig gebouwd door Let. De L-200 is ontworpen door ingenieur Ladislav Smrček en vloog voor het eerst op 9 april 1957.

## Ontwikkeling

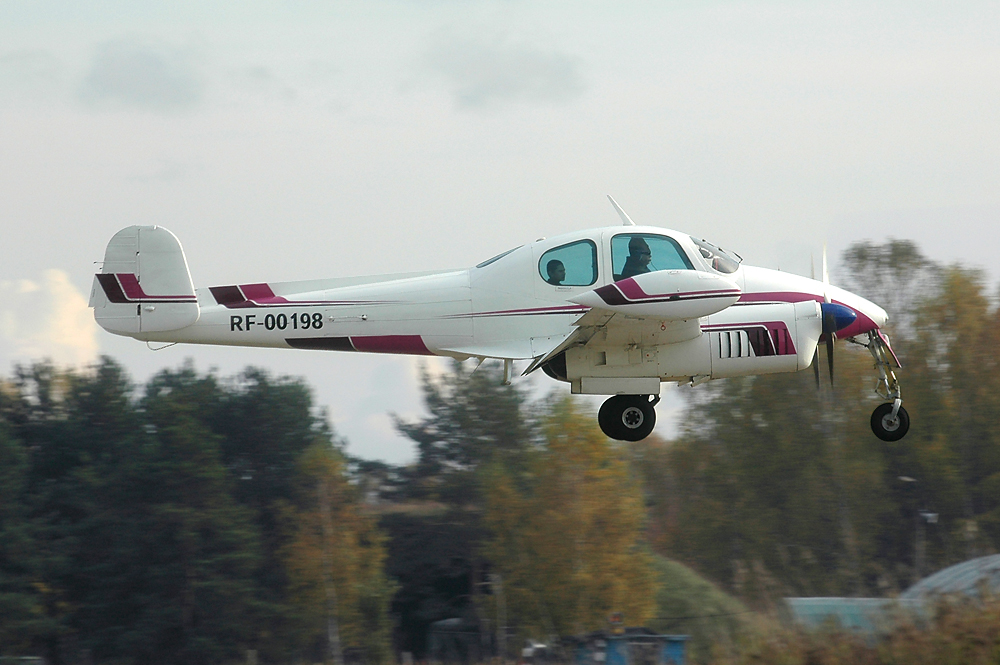
Een Let L-200D Morava tijdens de landing

De Let fabriek in Kunovice produceerde het 2-motorige tourvliegtuig Ae-45 van Aero in licentie in de jaren ‘50. Een in 1955 nieuw opgericht constructiebureau, onder leiding van Ladislav Smrček, besloot een eigen ontwerp te maken, een moderner 5-zits tourvliegtuig. In het begin was het al de bedoeling om de nieuwe M-337 motoren te gebruiken, maar omdat deze nog niet af waren, werd het prototype uitgerust met de minder sterke (118 kW in plaats van 154 kW) Walter Minor-6 III motoren.
Het eerste prototype de XL-200, geregistreerd OK-LNA, vloog voor het eerst op 9 april 1957, gevolgd door een tweede, de OK-LNB, en een derde voor testen op de grond. De L-200 heeft elegante, dunne lijnen. In hetzelfde jaar werden tien L-200’s in een voorproductieserie gebouwd. Een van deze L-200’s onderging in 1958 een reeks testen bij de staat. Het toestel doorstond ze en werd daarna in productie genomen. Een van de L-200’s werd omgebouwd tot een prototype voor de L-200A, dit keer met de nu wel beschikbare, M-337 motor. Naast de nieuwe motor waren er nog andere, kleine, veranderingen. Zo werd de L-200A uitgerust met een 2-bladige propeller, de V-410, werd de cockpit met 43 cm verlaagd, de vorm van het kielvlak en een verlengde behuizing voor de motoren. Het prototype van de L-200A was in 1959 af en datzelfde jaar in juli tentoongesteld op de Luchtvaartsalon van Parijs. Ook onderging het in juli weer getest door de staat, welke het weer succesvol doorstond. De eerste in serie geproduceerde L-200A vloog in februari 1960.
De L-200B en L-200C versies werden niet geproduceerd. De tweede productie versie was de L-200D, aangepast naar de eisen van de luchtvaartmaatschappij van de Sovjet-Unie, Aeroflot. Zo werd het uitgerust met een nieuwe, in diameter kleinere, 3-bladige propeller, de V-506, verder waren er nog andere kleine verbeteringen, zoals stoffilters en royalere navigatieapparatuur. Het prototype van de L-200D was een omgebouwde L-200A in 1960, de OK-NIA. Deze werd getest tussen 1961 en 1963.
Bij elkaar zijn er 367 L-200’s gebouwd tot 1964, inclusief 3 prototypes en 197 L-200D’s. Van de L-200D’s waren acht omgebouwde L-200A’s en was één het omgebouwde prototype van de L-200A’s. Vijf toestellen werden uit onderdelen opgebouwd bij Libis in Joegoslavië.
Een verdere ontwikkeling op de L-200, de L-210 (ook wel bekend als L-201), was een omgebouwde L-200D, met de registratie OK-PHB. De L-210 was bedoeld als 6-zits vliegtuig. De ombouw vond plaats in 1966. Het toestel kreeg Walter M-338 motoren, 180 kW (245 pk) elk, maar omdat het toestel niet door luchtvaartmaatschappijen werd gesteld, werd het toestel niet in productie genomen. (Voor hoofdartikel zie Let L-210)

## Operationele geschiedenis

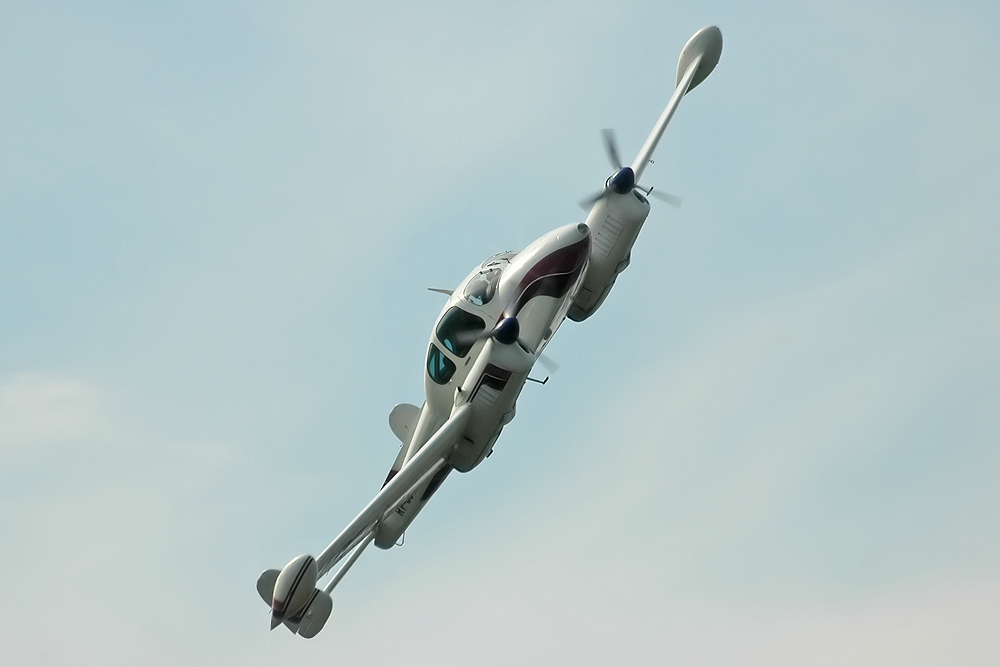
Een Let L-200D Morava in een scherpe bocht

Toestellen uit de voorproductieserie werden geleverd aan Agrolet, vijf stuks, de OK-MEA tot en met OK-MEE, de Tsjechoslowaakse luchtmacht, twee stuks, en aan Aeroflot, twee stuks voor testdoeleinden.
Aeroflot, die de L-200’s gebruikt als luchttaxi’s, was de grootste gebruiker van de Morava’s. Met 2 L-200’s, 68 L-200A’s en 113 L-200D’s, kreeg in 1966 haar laatste L-200 afgeleverd. In de jaren 70 werden de L-200’s alweer verkocht of buiten dienst gesteld ten faveure van vliegtuigen uit eigen land.
Zo’n honderd Morava’s werden in Tsjechoslowakije voor civiele doeleinden gebruikt. Onder andere bij Svazarm, een Tsjechoslowaakse paramilitaire organisatie, ongeveer 50 stuks, de luchtvaartmaatschappijen Agrolet en ČSA, 45 stuks, en bij bedrijven, waaronder het Škoda concern. Nog eens twintig stuks werden er gebruikt bij de Tsjechoslowaakse luchtmacht, waarvan 16 L-200A’s samen met andere versies, voor trainingsdoeleinden. Ongeveer 50 werden er verkocht aan Polen, waar ze werden gebruikt bij de Poolse Luchtambulance Service en in aeroclubs. Andere landen hadden kleinere vloten L-200’s.
144 L-200A’s werden geëxporteerd naar vijftien landen. Ze werden gebruikt in Argentinië, Australië, de Bondsrepubliek, Cuba, Egypte, Groot-Brittannië, Hongarije, India, Italië, Joegoslavië, Polen, Sovjet-Unie, Zweden en Zwitserland. De L-200D werd geëxporteerd naar Bulgarije, Cuba, de DDR, Egypte, Frankrijk, Groot-Brittannië, Hongarije, India, Indonesië, Italië, Joegoslavië, Polen, Sovjet-Unie, Zweden en Zwitserland.
Een klein aantal Morava’s is nog steeds vliegwaardig, deze bevinden zich hoofdzakelijk in Tsjechië, Slowakije en Polen.

## Versies
- XL-200: Prototype, uitgerust met Walter Minor-6 III motoren, 118 (160 pk) elk
- L-200: Voorproductie versie, ook uitgerust met Walter Minor-6 III motoren
- L-200A: Hoofdproductie versie, uitgerust met Walter M-337 lijnmotoren, 154 kW (210 pk) elk
- L-200B
- L-200C
- L-200D: Tweede productie versie, aangepast aan de eisen van Aeroflot

## Specificaties (L-200A)
- Bemanning: 1, de piloot
- Capaciteit: 4 passagiers
- Lengte: 8,61 m
- Spanwijdte: 12,31 m
- Hoogte: 2,25 m
- Vleugeloppervlak: 17,28 m2
- Leeggewicht: 1275 kg
- Startgewicht: 1950 kg
- Motoren: 2× Walter M-337 luchtgekoelde lijnmotoren, 154 kW (210 pk) elk
- Maximumsnelheid: 310 km/h
- Kruissnelheid: 285 km/h
- Vliegbereik: 1900 km
- Plafond: 6100 m

## Gebruikers

### Civiele gebruikers
- Argentinië – L-200A’s
- Australië – L-200A’s
- Bondsrepubliek Duitsland – L-200A’s
- Bulgarije – L-200D’s
- Cuba – L-200A’s en L-200D’s
- DDR – L-200D’s
- Egypte – L-200’A en L-200D’s
- Frankrijk – L-200D’s
- Groot-Brittannië – L-200A’s en L-200D’s
- Hongarije – L-200A’s
- India – L-200A’s en L-200D’s
- Indonesië – L-200D’s
- Italië – L-200A’s en L-200D’s
- Joegoslavië – L-200A’s en L-200D’s
- Polen – L-200A’s en L-200D’s
  - Poolse Luchtambulance Service
- Sovjet-Unie – L-200A’s en L-200D’s
  - Aeroflot –2 L-200’s uit een voorproductie serie, 68 L-200A’s en 113 L-200D’s
- Tsjechoslowakije
  - Agrolet – 5 L-200’s uit een voorproductie serie, geregistreerd OK-MEA t/m OK-MEE
  - ČSA – 45 L-200’s
  - Svazarm – Ongeveer 50 L-200’s
  - Škoda – L-200’s
- Zuid-Afrika – L-200A’s
- Zweden – L-200D’s
- Zwitserland – L-200D’s

### Militaire gebruikers
- Tsjechoslowakije – In totaal 20 L-200’s, waarvan 2 L-200’s uit een voorproductie serie en 16 L-200A’s